# هوراس ر. بايرز
هوراس ر. بايرز (بالإنجليزية: Horace R. Byers) هو عالم أرصاد أمريكي، ولد في 12 مارس 1906 في سياتل في الولايات المتحدة، وتوفي في 22 مايو 1998 في مونتيسيتو في الولايات المتحدة.